# Mike Smith (football américain)
Pour les articles homonymes, voir Mike Smith (homonymie) et Smith.
Mike « Smitty » Smith, né le 13 juin 1959 à Chicago, est un entraîneur américain de football américain.
Il est le coordinateur défensif des Tampa Bay Buccaneers.
Il était l'entraîneur en chef des Falcons d'Atlanta en National Football League (NFL) jusqu'en 2014, lorsqu'il a été remplacé par Dan Quinn à ce poste.
Smith était auparavant coordinateur défensif des Jaguars de Jacksonville (2003–2007).